# 范有年
范有年（1944年—2024年7月11日），男，浙江鄞县人，中华人民共和国政治人物，曾任国有重点大型企业监事会副主席。